# Cristóbal Martí
Cristóbal Martí Batalla, né le 22 mai 1903 à Granollers (Province de Barcelone, Espagne) et mort le 28 juillet 1986 à Barcelone, est un footballeur international espagnol qui jouait au poste de milieu de terrain. Il devient ensuite entraîneur.

## Biographie

### Clubs
Cristóbal Martí débute au CE Sabadell.
Il est recruté en 1922 par le FC Barcelone. Il débute en championnat le 12 février 1929 face au Racing de Santander (victoire 2 à 0 du Barça). Avec Barcelone, il joue 252 matchs (53 en championnat) et marque 46 buts (2 en championnat). Il joue notamment aux côtés de Joan Font Mañé et d'Esteban Pedrol au milieu du terrain.
En 1933, il est recruté par l'Espanyol de Barcelone.

### Équipe nationale
Cristóbal Martí joue trois fois avec l'équipe d'Espagne : face à la Tchécoslovaquie, l'Italie et l'Irlande.

### Entraîneur
Il entraîne ensuite des clubs tels que l'EC Granollers, le Racing de Santander, le Málaga CF, le Girona FC, le RCD Majorque et le CE Europa.

## Palmarès
- Champion d'Espagne en 1929
- Vainqueur de la Coupe d'Espagne en 1925, 1926 et 1928